# Parafia Matki Bożej Królowej Polski w Toruniu
Parafia Matki Bożej Królowej Polski w Toruniu – parafia rzymskokatolicka w diecezji toruńskiej, w dekanacie Toruń I, z siedzibą w Toruniu. Proboszczem parafii jest ks. kanonik Andrzej Kowalski.
Parafia powstała w wyniku dużego wzrostu liczby mieszkańców Rubinkowa. Parafia została ustanowiona 7 grudnia 1981 roku na mocy dekretu biskupa chełmińskiego Mariana Przykuckiego. Pierwszym proboszczem parafii został ks. Bronisław Porzych. 23 marca 1982 roku władze Torunia wydały zgodę na budowę kaplicy. Dzień później ks. Porzych uroczyście poświęcił plac pod budowę kaplicy, prace budowlane rozpoczęto zaś 26 marca. Kaplica została poświęcona 26 maja 1982 roku przez biskupa Mariana Przykuckiego. 10 kwietnia 1986 roku biskup Marian Przykucki poświęcił kamień węgielny pod kościół i budynki parafialne. Budowę kościoła zakończono 4 października 1993 roku, świątynie konsekrował biskup toruński Andrzej Suski dnia 28 maja 1995 roku.
Odpust Matki Bożej Królowej Polski przypada 3 maja (ipsa die).